# Cenefia sorenseni
Cenefia sorenseni är en spindeldjursart. Cenefia sorenseni ingår i släktet Cenefia och familjen Triaenonychidae.

## Underarter
Arten delas in i följande underarter:
- C. s. hawea
- C. s. sorenseni